# Hurst Green (Sussex de l'Est)
Pour les articles homonymes, voir Hurst Green.
Hurst Green est une paroisse civile et un village du Sussex de l'Est, en Angleterre.